# Шёнберг, Марио
Марио Шёнберг (1916—1990) — бразильский физик, астрофизик, инженер, политический деятель, искусствовед, литературный критик, член Бразильской АН (1942).
Родился в семье еврейских иммигрантов из России. Работал в Университете Сан-Паулу в 1936—1937 гг., в 1938—1942 гг. — в Риме, Цюрихе, Париже, Вашингтоне, Принстоне, Чикаго, в 1942—1948 гг. — в университете Сан-Паулу (с 1944 г. — профессор), в 1948—1953 гг. — в Брюссельском университете, с 1953 г. — профессор университета в Сан-Паулу. Президент Бразильского физического общества в 1979—1981 годах.
Считался ведущим физиком-теоретиком в Бразилии. Работы по теоретической, математической и экспериментальной физике (в том числе термодинамике, квантовой механике, статистической механике, общей теории относительности), математике, астрофизике. В его честь назван детектор гравитационных волн «Марио Шенберг».

## Биография
Майер Шенберг родился в штате Пернамбуку в еврейской семье выходцев из Российской империи. С раннего возраста он проявлял интерес к истории и математике, особенно геометрии, увлёкшись готической архитектурой; на него также повлияли поездки с родителями в Европу, где он познакомился с марксизмом. 
Однако из-за стеснённого финансового положения семьи остаться учиться в Европе не мог, так что в 1931 году поступил на инженерный факультет Университета Ресифи. Продолжил учёбу на Факультете философии, наук и литературы и в Политехнической школе Университета Сан-Паулу (УСП), в котором остался работать с Жозе Лейте Лопесом, Сезаром Латтесом и Глебом Ватагиным. Но уже вскоре отправился за границу, проработав в Физическом институте Римского университета у Энрико Ферми, в Цюрихе с Вольфгангом Паули и в Коллеж де Франс в Париже с Фредериком Жолио-Кюри.
В 1940 году, вернувшись в Бразилию, он получил краткосрочный грант от Фонда Гуггенхайма и смог заниматься исследованиями в США (с Джорджем Гамовым в Вашингтонском университете, затем в Принстонском Институте перспективных исследований и Йеркской обсерватории), вернувшись в Бразилию только в 1942 году. В 1944 году стал профессором рациональной и небесной механики в УСП, пока в 1948 году не уехал на 5 лет работать в группу космических лучей Брюссельского университета (где сотрудничал с Ильёй Пригожиным).
С 1953 по 1961 год он был деканом физического факультета Университете Сан-Паулу, где основал Лабораторию физики твердого тела, участвовал в приобретении первого компьютера для университета и тесно сотрудничал с покинувшим США из-за маккартизма Дэвидом Бомом. Параллельно был членом Бразильского центра физических исследований в Рио-де-Жанейро.
В 1940—1941 гг. с Джорджем Гамовым указал на важную роль нейтрино в резком увеличении светимости при взрывах новых и сверхновых звёзд. Как вспоминал Гамов, название описанного ими механизма нейтринного охлаждения — урка-процесс — было дано в честь казино в Рио (Cassino da Urca), где они беседовали о нуклон-нуклонных преобразованиях в плотных звёздах с азартным игроком Шёнбергом, и тот пошутил, что благодаря этим процессам «энергия исчезает из ядра сверхновой так же стремительно, как исчезают деньги при игре в рулетку».
Вместе с индийским физиком Субраманьяном Чандрасекаром построил теорию изотермического ядра звёзд и ввел в 1942 г. так называемый предел Шёнберга — Чандрасекара для максимальной массы изотермического ядра, при достижении которого ядерные источники энергии звезды концентрируются в тонком слое между ядром и наружной оболочкой, а в самом ядре водородное топливо отсутствует. В 1952 г. выполнил исследования по теории ионизационных потерь при релятивистских энергиях и связанных с этим поляризационных эффектов.
Параллельно с научной работой Шёнберг всегда активно участвовал в обсуждении политико-экономических проблем Бразилии и был членом Бразильской коммунистической партии, от которой в 1946 году стал депутатом Законодательного собрания штата Сан-Паулу, где со своим однопартийцем Каю Праду Жуниором способствовал созданию Фонда поддержки исследований штата Сан-Паулу (FAPESP). Уже в 1948 году стал жертвой политических преследований. В 1962 году снова был избран депутатом штата от Бразильской рабочей партии, но его мандат был аннулирован по обвинению в принадлежности к компартии. 
Через семь дней после военного переворота 1964 года Шёнберг был арестован и два месяца пробыл в заключении Департамента политического и социального порядка (DOPS). Год спустя был вновь задержан по обвинению в политической деятельности, но отпущен под давлением международного научного сообщества. Изданный диктатурой в 1969 году Институционный акт №5 вызвал принудительную отправку Шёнберга на пенсию и запрет появляться в университетском кампусе. В 1970-е годы он подвергался многочисленным преследованиям и угрозам со стороны государственных органов.
В 1980 году информационная служба Министерства энергетики обвинила бразильских физиков еврейского происхождения (в первую очередь Марио Шёнберга), а также всю еврейскую общину страны, в противодействии ядерным соглашениям между Бразилией и Германией.
Марио Шёнберг также сохранял большой интерес к искусству, взаимодействуя с бразильскими художниками, такими как Ди Кавальканти и Лазарь Сегал, писал статьи в качестве искусствоведа и литературного критика, в том числе о современных ему творцах как национального (Лижия Кларк, Элио Ойтисика и Альфреду Вольпи), так и мирового (Пабло Пикассо и Марк Шагал) значения.

## Семья
- Жена — поэтесса и художник Жульета Барбара Гуеррини (Julieta Bárbara Guerrini, 1908—2005), вдова Освалда де Андраде.
  - Дочь — генетик и микробиолог Ана Клара Шёнберг (Ana Clara Guerrini Schenberg), профессор Университета Сан-Паулу.